# Chlorophorus salicicola
Chlorophorus salicicola är en skalbaggsart som beskrevs av Holzschuh 1993. Chlorophorus salicicola ingår i släktet Chlorophorus och familjen långhorningar. Inga underarter finns listade i Catalogue of Life.